# 회현동 (김해시)
회현동(會峴洞)은 대한민국 경상남도 김해시의 행정동이다. 김해시의 중심에 위치하고 있으며 상권의 중심지이다. 김수로왕릉과 금관가야 지역 최대의 종합생활유적지인 사적 제2호 봉황동유적지등 문화재가 산재해 있으며 가락로 및 분성로를 중심으로 한 수많은 상가와 오일시장은 지역상권을 선도해 오고 있다. 현재 가야역사문화, 환경정비사업이 활발히 추진되고 있으며, 가야사 관련 유적의 발굴 및 정비를 통해 가야사의 위상을 제고함은 물론 수준 높은 관광자원을 개발함으로써 지역경제를 활성화 할 것으로 기대를 모으고 있다.

## 개요
김해시의 중심에 위치하고 있으며 상권의 중심지로서 김수로왕릉과 금관가야지역 최대의 종합생활유적지인 사적 제2호 봉황동유적지 등 문화재가 산재해 있으며 가락로 및 분성로를 중심으로 한 수많은 상가와 5일 시장은 지역상권을 선도하고 있다.
현재 가야 역사문화, 환경정비 사업이 활발히 추진되고 있으며, 이 사업은 가야사 관련 유적의 발굴 및 정비를 통해 가야사의 위상을 제고함은 물론 수준 높은 관광자원을 개발함으로써 지역경제를 활성화 할 것으로 기대를 모으고 있다.

## 연혁
- 42년 삼국시대 가락국 건국(김수로왕)
- 532년 삼국시대 신라에 합병(가락국 10대 구형왕때)
- 680년 통일신라시대 신라 30대 문무왕, 금관소경을 둠
- 756년 신라 37대 계덕왕, 김해소경으로 고침
- 971년 4대 고려 광종 김해부로 고침
- 995년 6대 고려 성종, 김해도초부를 둠
- 1000년 7대 고려 목종 안동대도호부를 둠
- 1012년 8대 고려 헌종, 금주로 고쳐 방어사를 둠
- 1271년 24대 고려 원종, 금녕도호부로 승격
- 1276년 25대 고려 충렬왕, 부민의 반란으로 금형현으로 강등
- 1309년 26대 고려 충선왕, 금주수으로 승격
- 1311년 26대 고려 충선왕, 김해부로 고침
- 1412년 3대 조선 태종, 김해도호부를 둠
- 1895년 26대 조선 고종, 기미개혁을 통해 김해군이 됨
- 1918년 7월 좌부, 의부, 내면을 통합하여 김해면으로 개칭
- 1931년 11월 김해면이 김해읍으로 승격됨
- 1933년 3월 구포 ~ 김해간 낙동대교 가설
- 1976년 4월 중부, 동부, 서부 출장소 설치
- 1979년 5월 북부출장소 설치[2]
- 1981년 7월 김해시 승격[3]

## 법정동

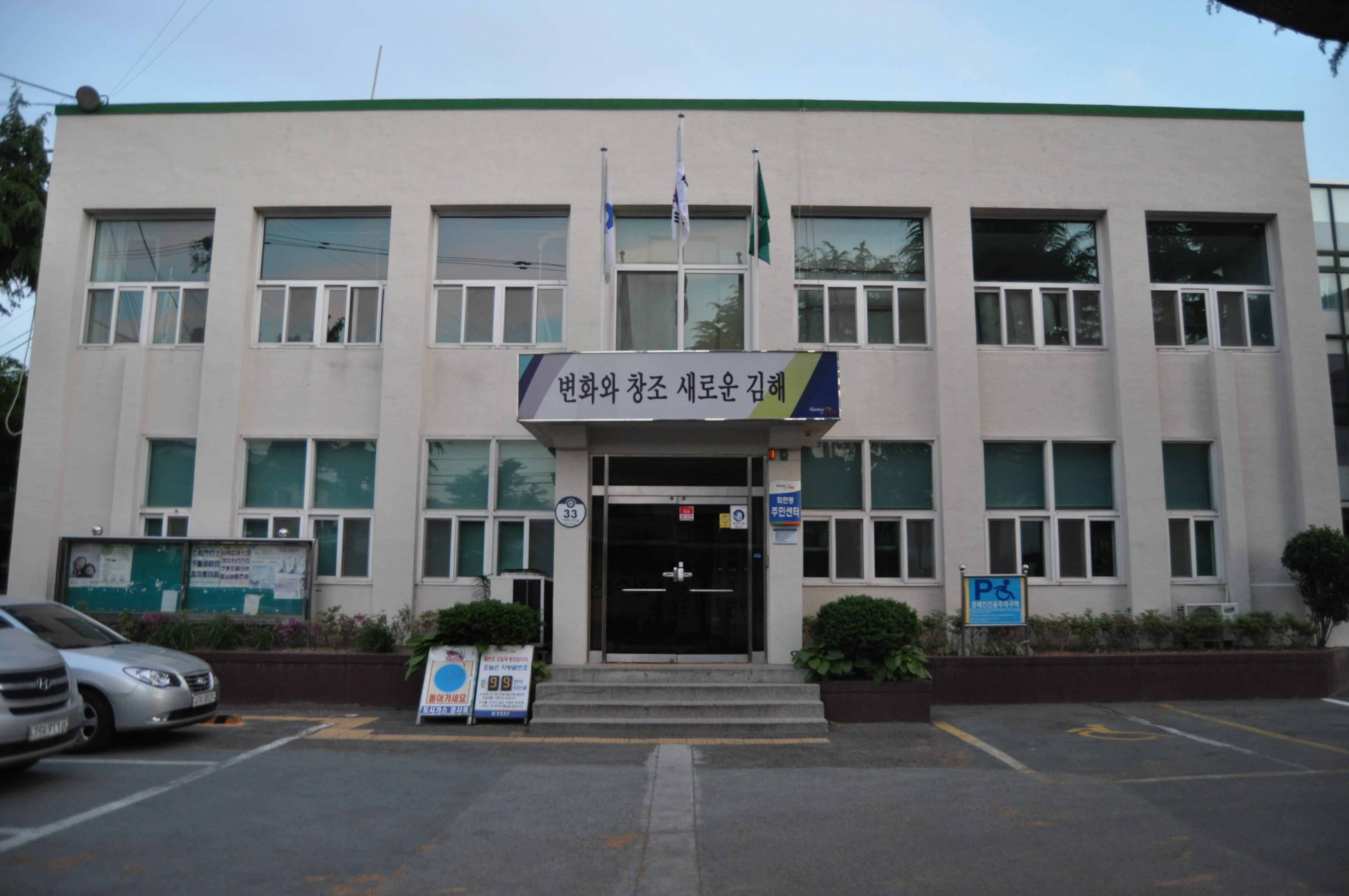
회현동 주민자치센터

- 봉황동
- 서상동

## 교육
- 합성초등학교

## 관광
- 김수로왕릉
- 봉황동 조개더미
- 서상동 고인돌